# Penn State Erie, The Behrend College
Penn State Erie (conocido también como Behrend y oficialmente Penn State Erie, The Behrend College) es un campus de la Universidad Estatal de Pensilvania y, a su vez, un lugar designado por el censo ubicado en el condado de Erie en el estado estadounidense de Pensilvania. En el Censo de 2010 tenía una población de 1629 habitantes y una densidad poblacional de 801,22 personas por km².

## Geografía
Penn State Erie se encuentra ubicado en las coordenadas 42°7′7″N 79°58′57″O / 42.11861, -79.98250. Según la Oficina del Censo de los Estados Unidos, Penn State Erie tiene una superficie total de 2.03 km², de la cual 2.03 km² corresponden a tierra firme y (0.13%) 0 km² es agua.

## Demografía
Según el censo de 2010, había 1629 personas residiendo en Penn State Erie. La densidad de población era de 801,22 hab./km². De los 1629 habitantes, Penn State Erie estaba compuesto por el 90.36% blancos, el 3.31% eran afroamericanos, el 0.12% eran amerindios, el 3.25% eran asiáticos, el 0% eran isleños del Pacífico, el 0.86% eran de otras razas y el 2.09% pertenecían a dos o más razas. Del total de la población el 2.03% eran hispanos o latinos de cualquier raza.